# Calcarichelys
Calcarichelys ('spoorschildpad' of 'doornschildpad') is een geslacht van uitgestorven protostegide schildpadden uit het Laat-Krijt van de Selma-formatie in Alabama, en mogelijk uit Angola. 

## Ontdekking
Het bevat slechts de typesoort Calcarichelys gemma, in 1953 benoemd door Rainer Zangerl. De geslachtsnaam is afgeleid van het Latijn calx, 'spoor', en het Grieks chelys, 'schildpad'. De soortaanduiding betekent "juweel" in het Latijn.
Het holotype-exemplaar van Calcarichelys,  FMNH PR129, is bekend uit de vindplaats van Burkville in de Mooreville Chalk van Alabama. Het bestaat uit delen van een schild. Meer complete exemplaren werden later beschreven vanuit dezelfde formatie. Een ander exemplaar dat mogelijk tot Calcarichelys of verwante soorten behoort, is bekend uit het Maastrichtien van Bentiaba, Angola.

## Beschrijving
Calcarichelys is een kleine protostegide met een schildlengte van 25,3 centimeter. Het is waarschijnlijk nauw verwant aan Chelophargis, omdat ze enkele kenmerken gemeen hebben. In tegenstelling tot Chelophargis wordt Calcarichelys gekenmerkt door doornachtige neurale platen.